# Корма A
Корма A (Puppis A) — остаток вспышки сверхновой; диаметр составляет около 100 световых лет. Находится на расстоянии 6500-7000 световых лет от Солнца. Видимый угловой диаметр составляет примерно 1 градус. Излучение от вспышки сверхновой достигло Земли примерно 3700 лет назад. Несмотря на то, что область Кормы A пересекается на небе с областью остатка сверхновой в Парусах, Корма A находится в 4 раза дальше.
В области Кормы A обнаружена гиперскоростная нейтронная звезда RX J0822-4300.

## Корма X-1
Источник Корма X-1 (Puppis X-1) был открыт в октябре 1971 г по наблюдениям Skylark, длившимся 1 минуту с точностью около 2 угловых секунд. В оптическом диапазоне из этой же области исходит излучение Кормы A (α = 08h 23m 08.16s, δ = −42° 41′ 41.40″).
Корма A является одним из самых ярких объектов на небе при наблюдении в рентгеновском диапазоне.

## Галерея

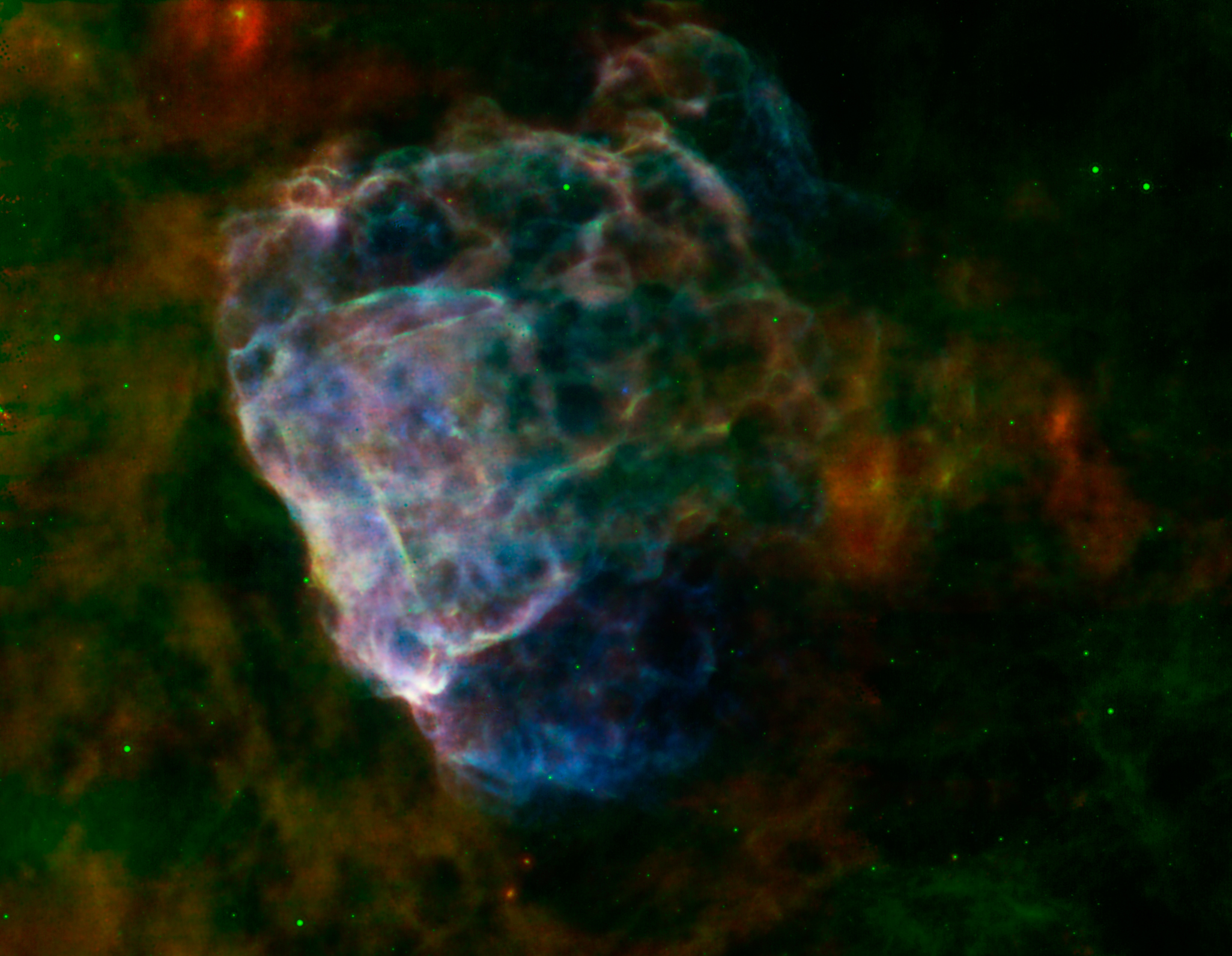
Корма A: рентген (синий цвет:0.3-8 кэВ) + ИК (красный и зелёный цвета :24-70 мкм) (21 августа 2014 г).
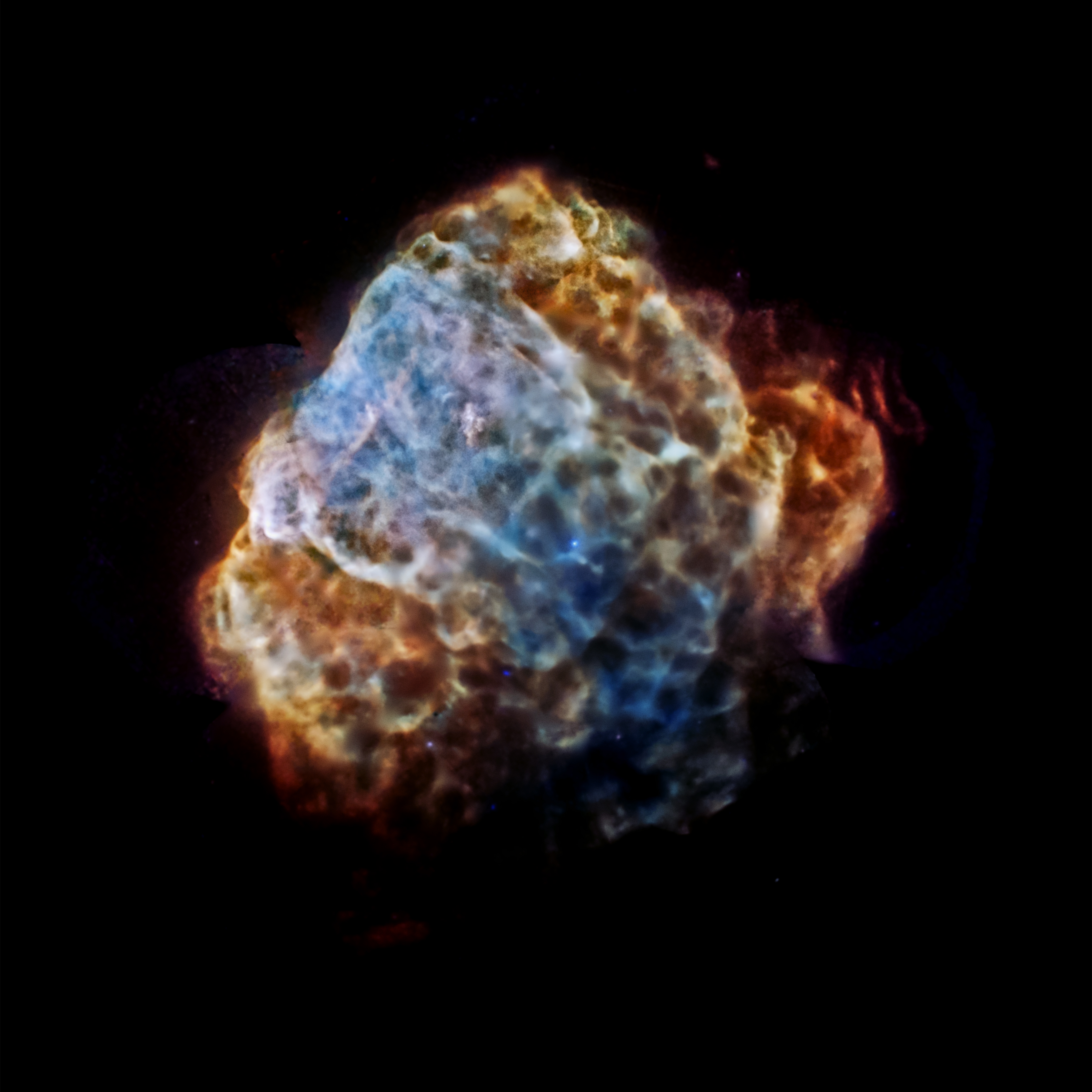
Корма A: рентген [голубой цвет: высокая энергия]/[зелёный цвет: средняя]/[красный цвет: низкая энергия] (10 сентября 2014 г).